# 中三川哲治
中三川 哲治（なかみかわ てつじ、1971年6月24日 - ）は、栃木県真岡市出身の元プロサッカー選手。サッカー指導者。

## 来歴
1986年、エースストライカーとして全国中学校サッカー大会で優勝歴を有する。なお、上野優作は中学の2年後輩に当たる。
社会人チームの本田技研ではフォワードとして、鳥栖フューチャーズではディフェンダーとしてプレー。プロ引退後は佐賀県内で高校サッカーや女子サッカーの指導者として活躍する傍ら、アマチュア選手としてもプレー。所属する佐賀楠葉クラブ（佐賀県1部）を天皇杯出場に導いたほか、国体サッカー成年男子では1999年に佐賀県選抜13年ぶりの出場とベスト8進出を果たした。
2001年からはFC ALEGRE CAMINHOの監督を務め、ナショナルトレセンコーチも歴任。2013年はFC町田ゼルビアのコーチを務めた。
2014年、バニーズ京都SCの監督に就任。同年11月、成績不振により辞任した。
2015年、AC長野パルセイロ・レディースヘッドコーチ兼シュヴェスター監督に就任。
2020年、いわてグルージャ盛岡のヘッドコーチに就任。
2023年9月、岩手の監督に就任。2024年4月28日の福島戦でJ3ワーストの失点および点差となる0-9で敗れた。
2024年5月8日、岩手の監督を退任し、トップチームのヘッドコーチへと配置転換された。シーズン終了後に契約満了により岩手を退団した。

## 所属クラブ
- 真岡市立真岡西小学校
- 真岡市立真岡中学校
- 宇都宮学園高校
- 1990年 - 1994年 本田技研工業サッカー部
- 1995年 - 1996年 鳥栖フューチャーズ
- 1998年 - 2004年 佐賀楠葉クラブ

## 個人成績
| 国内大会個人成績 | 国内大会個人成績 | 国内大会個人成績 | 国内大会個人成績 | 国内大会個人成績 | 国内大会個人成績 | 国内大会個人成績 | 国内大会個人成績 | 国内大会個人成績 | 国内大会個人成績 | 国内大会個人成績 | 国内大会個人成績 |
| 年度             | クラブ           | 背番号           | リーグ           | リーグ戦         | リーグ戦         | リーグ杯         | リーグ杯         | オープン杯       | オープン杯       | 期間通算         | 期間通算         |
| 年度             | クラブ           | 背番号           | リーグ           | 出場             | 得点             | 出場             | 得点             | 出場             | 得点             | 出場             | 得点             |
| 日本             | 日本             | 日本             | 日本             | リーグ戦         | リーグ戦         | JSL杯            | JSL杯            | 天皇杯           | 天皇杯           | 期間通算         | 期間通算         |
| ---------------- | ---------------- | ---------------- | ---------------- | ---------------- | ---------------- | ---------------- | ---------------- | ---------------- | ---------------- | ---------------- | ---------------- |
| 1990             | 本田技研         |                  | JSL1部           |                  |                  |                  |                  | -                | -                |                  |                  |
| 1991             | 本田技研         |                  | JSL1部           |                  |                  |                  |                  | -                | -                |                  |                  |
| 1992             | 本田技研         |                  | 旧JFL1部         |                  |                  | -                | -                | -                | -                |                  |                  |
| 1993             | 本田技研         |                  | 旧JFL2部         |                  |                  | -                | -                | -                | -                |                  |                  |
| 1994             | 本田技研         |                  | 旧JFL            |                  |                  | -                | -                | -                | -                |                  |                  |
| 1995             | 鳥栖F            | 14               | 旧JFL            | 27               | 1                | -                | -                | 1                | 0                | 28               | 1                |
| 1996             | 鳥栖F            | 19               | 旧JFL            | 14               | 0                | -                | -                | 1                | 0                | 15               | 0                |
| 2001             | 佐賀楠葉         |                  | 佐賀県1部        |                  |                  | -                | -                | 2                | 0                |                  |                  |
| 通算             | 日本             | 日本             | JSL1部           |                  |                  |                  |                  |                  |                  |                  |                  |
| 通算             | 日本             | 日本             | 旧JFL1部         |                  |                  | -                | -                |                  |                  |                  |                  |
| 通算             | 日本             | 日本             | 旧JFL2部         |                  |                  | -                | -                |                  |                  |                  |                  |
| 通算             | 日本             | 日本             | 佐賀県1部        |                  |                  | -                | -                |                  |                  |                  |                  |
| 総通算           | 総通算           | 総通算           | 総通算           |                  |                  |                  |                  | 4                | 0                |                  |                  |

## 個人タイトル
- 1993年 JFL2部ベストイレブン

## 資格
- JFA公認S級指導者ライセンス

## 指導歴
- 1999年 - 2001年 佐賀学園高等学校サッカー部 コーチ
- 2003年 - 2005年 佐賀県立神埼高等学校男子サッカー部、女子サッカー部 コーチ
- 2001年 - 2011年 FC ALEGRE CAMINHO 監督
- 2009年 - 2011年 ナショナルトレセンコーチ九州女子担当
- 2012年 ナショナルトレセンコーチ東北女子担当
- 2013年 FC町田ゼルビア コーチ
- 2014年 バニーズ京都SC 監督
- 2015年 - 2017年 AC長野パルセイロ・レディース ヘッドコーチ兼シュヴェスター監督
- 2018年 - 2019年 北海道コンサドーレ札幌 アカデミーグループコーチ (U-15旭川担当)
- 2020年 - 2024年 いわてグルージャ盛岡
  - 2020年 - 2022年 トップチーム ヘッドコーチ
  - 2023年 - 同年9月 ユース 監督
  - 2023年9月 - 2024年5月 トップチーム 監督
  - 2024年5月 - 同年12月 トップチーム ヘッドコーチ

## 監督成績
| 年度 | 所属 | クラブ | リーグ戦 | リーグ戦 | リーグ戦 | リーグ戦 | リーグ戦 | リーグ戦 | カップ戦       | カップ戦 |
| 年度 | 所属 | クラブ | 順位     | 勝点     | 試合     | 勝       | 分       | 敗       | ルヴァンカップ | 天皇杯   |
| ---- | ---- | ------ | -------- | -------- | -------- | -------- | -------- | -------- | -------------- | -------- |
| 2023 | J3   | 岩手   | 10位     | 21       | 11       | 6        | 3        | 2        | -              | -        |
| 2024 | J3   | 岩手   | 20位     | 9        | 13       | 2        | 3        | 8        | 2回戦敗退      | -        |

- 2023年は9月から指揮。順位はシーズン最終順位。
- 2024年は退任時点の成績。